# Politica Japoniei
Politica Japoniei se bazează pe un sistem multipartinic, parlamentar și reprezentativ al unei monarhii constituționale, reglementat de către Constituția promulgată (la 3 noiembrie 1946 și pusă în vigoare la 3 mai 1947),, unde șeful guvernului este prim-ministrul, iar Împăratul este simbolul statului și al unității poporului.
Puterea executivă este deținută de guvern, cea legislativă de cele două camere ale Dietei, iar cea judiciară de Curtea Supremă și celelalte instanțe judecătorești, care sunt independente de puterea legislativă și de cea executivă (vezi și articolul Separarea puterilor).

## Împăratul
Instituția imperială japoneză este cea mai veche monarhie ereditară din lume, existând deja când Japonia a fost menționată pentru prima dată în analele istoriei, ea fiind perpetuată pe o linie de descendență predominant masculină.
Împăratul execută funcții ceremoniale, neavând putere reală, nici măcar putere de rezervă.
Cu toate că înainte de al Doilea Război Mondial Împăratul era considerat șeful guvernului național, a existat și tendența de a se sublinia rolul său de preot suprem al religiei indigene, șintoismul.

## Ramura executivă
Ramura executivă este subordonată Dietei. Șeful ramurii executive, prim-ministrul, este numit de către Împărat conform instrucțiunilor date de către Dietă. Prim-ministrul trebuie să fie civil și să fie membru al uneia din cele două Camere ale Dietei. Există o lege nescrisă conform căreia președintele partidului învingător în alegeri să devină și prim-ministru.
Prim-ministrul desemnează și înlătură membrii guvernului, care trebuie să fie în majoritatea lor membri ai Dietei.

## Ramura legislativă
Dieta este compusă din două Camere: Camera Reprezentanților (480 de reprezentați) și Camera Consilierilor (242 de membri). Toți sunt aleși în alegeri populare: câte o jumătate din cei 242 din Camera Consilierilor (la fiecare 3 ani) pe o perioadă de 6 ani, iar cei din Camera Reprezentanților ori de câte ori sunt alegeri (la maximum 4 ani). Pentru Camera Reprezentanților vârsta minimă de a fi candidat este de 25 de ani, iar pentru Camera Consilierilor, 30 de ani.
Sesiunea de bază durează 150 de zile (începând din ianuarie), dar ori de câte ori este nevoie se țin și sesiuni extraordinare.
Dieta îl instruiește pe Împărat la numirea și înlăturarea șefilor ramurilor executivă și judiciară.

## Ramura judiciară
Este independentă de celelalte două ramuri, instanța supremă fiind Curtea Supremă.